# Élections sénatoriales de 2020 dans l'Aisne
Les élections sénatoriales de 2020 dans l'Aisne ont lieu le 27 septembre 2020 afin de renouveler la moitié des membres de la chambre haute du Parlement. Elles ont pour but d'élire les trois sénateurs représentant le département au Sénat pour un mandat de six années.

## Contexte départemental
Entre les élections sénatoriales de 2014 et ceux de 2020, l'Aisne a connu plusieurs scrutins intermédiaires et nationales.
Sur l'ensemble de ces élections, le Front national (FN), devenu Rassemblement national (RN) en 2018, a fortement progressé dans le département. Pour les élections européennes de 2014, il obtient a obtenu son meilleur résultat national avec 40,02 %.
Les élections départementales de 2015 ont vu le basculement à droite du département, mais la majorité départementale est relative avec dix-huit conseillers départementaux sur les quarante-deux jusqu'en janvier 2018, où la majorité est élargie à une partie de la gauche. La gauche obtient seize conseillers départementaux tandis que le Front national s'implante avec l'arrivée de huit conseillers au conseil départemental. Les élections régionales de 2015 montrent une victoire de la droite au second tour, mais elle s'effectue face à un FN arrivé en tête au premier tour et sa liste fait ses meilleurs scores sur les deux tours dans le département. La gauche n'obtient aucun conseiller régional avec le retrait de la liste de Pierre de Saintignon pour faire barrage au FN. Sa liste obtient son plus mauvais score dans le département ainsi que la liste PCF et la liste EÉLV avec le PG.
L'élection présidentielle de 2017 confirme cette tendance, Marine Le Pen arrive largement en tête avec 35,67 % au premier tour et obtient son meilleur score national face à ces adversaires, où Emmanuel Macron arrive deuxième avec 17,94 %, suivi de Jean-Luc Mélenchon avec 16,99 % et de François Fillon avec 16,30 %. Nicolas Dupont-Aignan passe la barre des 5 % avec 5,08 % et Benoît Hamon réalise son pire résultat dans les Hauts-de-France avec 4,24 %. Au second tour, Marine Le Pen gagne dans le département avec 52,91 % face au président élu Emmanuel Macron à 47,09 % et elle réalise dans le département son meilleur score national. Pour les élections législatives de 2017, le Front national réussit à se maintenir dans les cinq circonscriptions du département pour le second tour. Pour ce scrutin, dans les cinq circonscriptions, on a trois duels entre le FN et La République en marche, un duel entre le FN et Les Républicains. Le dernier duel concerne le Front national et le Parti socialiste dans la 3e circonscription, l'unique duel où PS est présent au second tour dans la région Hauts-de-France. Seulement, dans chacun de ses cinq duels, le Front national est battu au second tour et n'obtient aucun sièges de député tandis que LREM obtient trois sièges, LR conserve un siège et le PS garde son unique siège de député dans la région des Hauts-de-France.
Lors des élections européennes de 2019, le Rassemblement national obtient à nouveau son meilleur score national avec 39,87 % des voix pour sa liste conduite par Jordan Bardella comme en 2014. Il est suivi de la liste de La République en marche, menée par Nathalie Loiseau avec 15,65 %, puis de la liste Europe Écologie Les Verts, conduite par Yannick Jadot avec 7,83 % et de la liste des Républicains de François-Xavier Bellamy  avec 7,18 %. La dernière liste, qui passe le seuil des 5 % dans le département, est celle de La France insoumise, menée par Manon Aubry avec 6,18 % des voix. Par rapport au niveau national, la liste du Parti socialiste conduite par Raphaël Glucksmann ne dépasse pas ce seuil et obtient 3,99 % et elle est devancée par la liste de Debout la France menée par Nicolas Dupont-Aignan avec 4,55 % des voix.
Les élections municipales de mars et juin 2020 ont renouvelé entièrement les conseillers municipaux des 800 communes du département. L'abstention a affecté ces élections avec la pandémie de Covid-19 et le confinement entre mars et mai. Dans les communes de plus de 3 000 habitants, le rapport de force droite-gauche n'a pas bougé lors de ces élections. La gauche détient toujours 6 municipalités et la droite conserve 5 municipalités comme en 2014. Le Rassemblement national a d'ailleurs conservé sa municipalité acquise lors des élections municipales en 2014 dès le premier tour.

## Positionnement des partis
Le Rassemblement national décide de déposer une liste pour ces élections sénatoriales avec des candidats ayant des mandatures à la région, au département et dans les communes. Le maire d'Ambrief, Nicolas Bertin, est à la tête de cette liste. Le parti espère décrocher son premier siège de sénateur avec ces bons résultats dans le département. Seulement la composition du collège des grands électeurs pourrait lui être défavorable pour obtenir un siège.
La gauche décide de partir unie pour ces élections en présentant une liste unique composée de deux candidats du PS, d'un candidat du PCF, d'une candidate de l'IDG et une candidate DVG. Le maire PS d'Hirson, Jean-Jacques Thomas est à la tête de cette liste d'union. Europe Écologie Les Verts soutient cette liste, mais elle n'a pas décidé de présenter de candidats dans l'Aisne dans le cadre d'une stratégie nationale par rapport aux élections de 2014. Le sénateur PS sortant, Yves Daudigny, ancien président du conseil départemental de l'Aisne, a annoncé ne pas se représenter à un nouveau mandat afin de ne pas effectuer « le mandat de trop ».
La droite part désunie pour ces élections avec deux listes autonomes. Les sénateurs sortants, Antoine Lefèvre et Pascale Gruny ont décidé en juillet de solliciter un nouveau mandat et de monter une liste de rassemblement de la droite en intégrant le maire Les Républicains de Crécy-sur-Serre, Pierre-Jean Verzelen, car ce dernier souhaite présenter une liste autonome,. Finalement, celui-ci annonce fin août sa candidature pour les élections sénatoriales en présentant sa propre liste comme candidat de la ruralité. La première liste de droite est composée des sénateurs sortants LR, d'une candidate LR et de deux candidats DVD avec Antoine Lefèvre comme tête de liste. La seconde liste, dont Pierre-Jean Verzelen est tête de liste, est composé de trois candidats LR et de deux candidates DVD.
Une liste sans étiquette se présente également pour ces élections dans le département avec Étienne Coupain, conseiller municipal LR d'Hirson comme tête de liste. Il est d'ailleurs le seul membre de sa liste à être encarté dans un parti politique. Cette liste est constituée de membres issues des milieux associatifs d'opposition à l'énergie éolienne du département de l'Aisne et d'une conseillère municipale de Puisieux-et-Clanlieu. Elle entend surtout de faire entendre son opposition à l'énergie éolienne et mettre fin à de nouvelles implantation d'éolienne dans le département.

## Sénateurs sortants
| Sénateur                                               | Sénateur        | Parti | Fonctions lors de l'élection en 2014           |
| ------------------------------------------------------ | --------------- | ----- | ---------------------------------------------- |
|                                                        | Pascale Gruny   | LR    | Conseillère municipale de Saint-Quentin        |
|                                                        | Antoine Lefèvre | LR    | Sénateur sortant, maire de Laon                |
|                                                        | Yves Daudigny   | PS    | Sénateur sortant, président du conseil général |
| En italique : sénateurs ne se représentant pas en 2020 |                 |       |                                                |

## Collège électoral
En application des règles applicables pour les élections sénatoriales françaises, le collège électoral appelé à élire les sénateurs de l'Aisne en 2020 se compose de la manière suivante :
| Délégués des communes |                            |                            |                            |          |                     |
| | Conseillers municipaux     | Délégués / commune         | Communes concernées        | Délégués | % collège électoral |
| Délégués des communes de moins de 9 000 habitants |                            |                            |                            |          |                     |
| - communes de < 100 habitants | 7                          | 1                          | 109                        | 109      | 6,26 %              |
| - communes de < 500 habitants | 11                         | 1                          | 475                        | 475      | 27,27 %             |
| - communes de < 1 500 habitants | 15                         | 3                          | 160                        | 480      | 27,55 %             |
| - communes de < 2 500 habitants | 19                         | 5                          | 27                         | 135      | 7,75 %              |
| - communes de < 3 500 habitants | 23                         | 7                          | 11                         | 77       | 4,42 %              |
| - communes de < 5 000 habitants | 27                         | 15                         | 2                          | 30       | 1,72 %              |
| - communes de < 9 000 habitants | 29                         | 15                         | 3                          | 45       | 2,58 %              |
| Délégués des communes de 9 000 à 29 999 habitants |                            |                            |                            |          |                     |
| - communes de < 10 000 habitants | 29                         | 29                         | 0                          | 0        | 0 %                 |
| - communes de < 20 000 habitants | 33                         | 33                         | 3                          | 99       | 5,68 %              |
| - communes de < 30 000 habitants | 35                         | 35                         | 2                          | 70       | 4,02 %              |
| Délégués des communes de 30 000 habitants et plus |                            |                            |                            |          |                     |
| - Saint-Quentin (53 816 hab.) | 45                         | 74                         | 1                          | 74       | 4,25 %              |
| Délégués des communes bénéficiant des dispositions particulières pour les communes fusionnées et des communes nouvelles après leur premier renouvellement |                            |                            |                            |          |                     |
| Cessières-Suzy, Dhuys et Morin-en-Brie et Vallées en Champagne                                                                                            | 19                         | 5                          | 3                          | 15       | 0,86 %              |
| Les Septvallons | 23                         | 5                          | 1                          | 5        | 0,29 %              |
| Anizy-le-Grand et Villeneuve-sur-Aisne | 27                         | 15                         | 2                          | 30       | 1,72 %              |
| Tergnier | 33                         | 34                         | 1                          | 34       | 1,95 %              |
| Délégués des communes | Délégués des communes      | Délégués des communes      | Délégués des communes      | 1 678    | 96,33 %             |
| Conseillers départementaux | Conseillers départementaux | Conseillers départementaux | Conseillers départementaux | 42       | 2,41 %              |
| Conseillers régionaux | Conseillers régionaux      | Conseillers régionaux      | Conseillers régionaux      | 14       | 0,80 %              |
| Députés | Députés                    | Députés                    | Députés                    | 5        | 0,29 %              |
| Sénateurs | Sénateurs                  | Sénateurs                  | Sénateurs                  | 3        | 0,17 %              |
| Total | Total                      | Total                      | Total                      | 1 742    | 100,00 %            |

1. ↑  Dans les communes de moins de 9 000 le conseil municipal élit en son sein des délégués dont le nombre dépend de la taille de la commune.
2. ↑  Dans les communes de 9 000 à 29 999 habitants, tous les conseillers municipaux sont délégués. Il n'y a pas de délégués supplémentaires
3. ↑  Dans les communes de plus de 30 000 habitants, tous les conseillers municipaux sont délégués et, en complément, le conseil municipal désigne des délégués supplémentaires à raison d'un par tranche de 800 habitants au-delà de 30 000 habitants
4. ↑  « Dans le cas où le conseil municipal est constitué par application des articles L. 2113-6 et L. 2113-7 du code général des collectivités territoriales relatif aux fusions de communes dans leur rédaction antérieure à la loi no 2010-1563 du 16 décembre 2010 de réforme des collectivités territoriales, le nombre de délégués est égal à celui auquel les anciennes communes auraient eu droit avant la fusion. » (Code électoral, article L284)
5. ↑  Cette disposition concerne uniquement les communes nouvelles créées entre le 1er janvier 2015 et le 1er mars 2019 avant le renouvellement général des conseils municipaux intervenus lors des élections municipales de 2020.

## Présentation des candidats
Les nouveaux représentants sont élus pour une législature de 6 ans au suffrage universel indirect par les grands électeurs du département. Dans l'Aisne, les trois sénateurs sont élus au scrutin proportionnel plurinominal. Chaque liste de candidats est obligatoirement paritaire et alterne entre les hommes et les femmes. 5 listes ont été déposées dans le département, comportant chacune 5 noms. Elles sont présentées ici dans l'ordre de leur dépôt à la préfecture et comportent l'intitulé figurant aux dossiers de candidature,.

### Sans étiquette
| N° | Candidats | Candidats          | Parti | Principales fonctions                          |
| -- | --------- | ------------------ | ----- | ---------------------------------------------- |
| 01 |           | Étienne Coupain    | DIV   | Conseiller municipal de Hirson                 |
| 02 |           | Isabelle Dekkers   | DIV   | Conseillère municipale de Puisieux-et-Clanlieu |
| 03 |           | Bernard Rouet      | DIV   |                                                |
|    |           |                    |       |                                                |
| 04 |           | Valérie Bernardeau | DIV   |                                                |
| 05 |           | Patrick Guérin     | DIV   |                                                |

### Rassemblement national
| N° | Candidats | Candidats       | Parti | Principales fonctions                                            |
| -- | --------- | --------------- | ----- | ---------------------------------------------------------------- |
| 01 |           | Nicolas Bertin  | RN    | Conseiller régional, maire d'Ambrief                             |
| 02 |           | Sylvie Saillard | RN    | Conseillère régionale, conseillère municipale de Saint-Quentin   |
| 03 |           | Armand Pollet   | RN    | Conseiller départemental                                         |
|    |           |                 |       |                                                                  |
| 04 |           | Mireille Chevet | RN    | Conseillère régionale, conseillère municipale de Château-Thierry |
| 05 |           | Nicolas Dragon  | RN    | Conseiller municipal de Laon                                     |

### Les Républicains
| N°                  | Candidats | Candidats        | Parti | Principales fonctions                          |
| ------------------- | --------- | ---------------- | ----- | ---------------------------------------------- |
| 01                  |           | Antoine Lefèvre  | LR    | Sénateur sortant, conseiller municipal de Laon |
| 02                  |           | Pascale Gruny    | LR    | Sénatrice sortante, conseillère départementale |
| 03                  |           | Olivier Devron   | DVD   | Maire de Montreuil-aux-Lions                   |
|                     |           |                  |       |                                                |
| 04                  |           | Carole Deruy     | LR    | Conseillère départementale                     |
| 05                  |           | Jérôme Duverdier | DVD   | Maire de Martigny                              |
| *sénateurs sortants |           |                  |       |                                                |

### Union de la gauche
| N° | Candidats | Candidats           | Parti | Principales fonctions                                                        |
| -- | --------- | ------------------- | ----- | ---------------------------------------------------------------------------- |
| 01 |           | Jean-Jacques Thomas | PS    | Président de la CC des Trois Rivières, maire de Hirson                       |
| 02 |           | Anne Maricot        | DVG   | Conseillère départementale, maire de Jaulgonne                               |
| 03 |           | Michel Carreau      | PCF   | Conseiller départemental, maire de Tergnier                                  |
|    |           |                     |       |                                                                              |
| 04 |           | Florence Bonnard    | IDG   | Conseillère départementale, conseillère municipale de Montescourt-Lizerolles |
| 05 |           | Thomas Hennequin    | PS    | Maire de Montcornet                                                          |

### Les Républicains dissident
| N° | Candidats | Candidats            | Parti | Principales fonctions                              |
| -- | --------- | -------------------- | ----- | -------------------------------------------------- |
| 01 |           | Pierre-Jean Verzelen | DVD   | Conseiller départemental, maire de Crécy-sur-Serre |
| 02 |           | Anne Camérac         | DVD   | Conseillère municipale de Condé-en-Brie            |
| 03 |           | Nicolas Rébérot      | LR    | Maire de Ressons-le-Long                           |
|    |           |                      |       |                                                    |
| 04 |           | Roselyne Cail        | DVD   | Maire de Le Nouvion-en-Thiérache                   |
| 05 |           | Jean-Pierre Boniface | LR    | Conseiller départemental, maire de Vermand         |

## Résultats
| Tête de liste                                                                             | Tête de liste            | Liste                               | Voix  | %     | Sièges |  |
| ----------------------------------------------------------------------------------------- | ------------------------ | ----------------------------------- | ----- | ----- | ------ |  |
|                                                                                           | Antoine Lefèvre          | Union de la droite (LR)             | 720   | 42,43 | 2      |  |
| L'Aisne au Sénat                                                                          |                          |                                     | 720   | 42,43 | 2      |  |
|                                                                                           | Pierre-Jean Verzelen     | Divers droite (LR)                  | 495   | 29,17 | 1      |  |
| 800 communes, 800 raisons de s’engager                                                    |                          |                                     | 495   | 29,17 | 1      |  |
|                                                                                           | Jean-Jacques Thomas      | Union de la gauche (PS - PCF - IDG) | 313   | 18,44 | 0      |  |
| L'Aisne en commun                                                                         |                          |                                     | 313   | 18,44 | 0      |  |
|                                                                                           | Nicolas Bertin           | Rassemblement national              | 143   | 8,43  | 0      |  |
| Liste localiste présentée par le Rassemblement national pour le rééquilibrage territorial |                          |                                     | 143   | 8,43  | 0      |  |
|                                                                                           | Étienne Coupain          | Divers                              | 26    | 1,53  | 0      |  |
| Désastre éolien 02                                                                        |                          |                                     | 26    | 1,53  | 0      |  |
|                                                                                           |                          |                                     |       |       |        |  |
| Votes valides                                                                             | Votes valides            | Votes valides                       | 1 697 | 98,21 |        |  |
| Votes blancs                                                                              | Votes blancs             | Votes blancs                        | 10    | 0,58  |        |  |
| Votes nuls                                                                                | Votes nuls               | Votes nuls                          | 21    | 1,22  |        |  |
| Total                                                                                     | Total                    | Total                               | 1 728 | 100   | 3      |  |
| Abstention                                                                                | Abstention               | Abstention                          | 10    | 0,58  |        |  |
| Inscrits / participation                                                                  | Inscrits / participation | Inscrits / participation            | 1 738 | 99,42 |        |  |